# Sanet y Negrals
Sanet y Negrals, en castillan et officiellement (Sanet i els Negrals en valencien), est une commune d'Espagne de la province d'Alicante dans la Communauté valencienne. Elle est située dans la comarque de la Marina Alta et dans la zone à prédominance linguistique valencienne.

## Économie

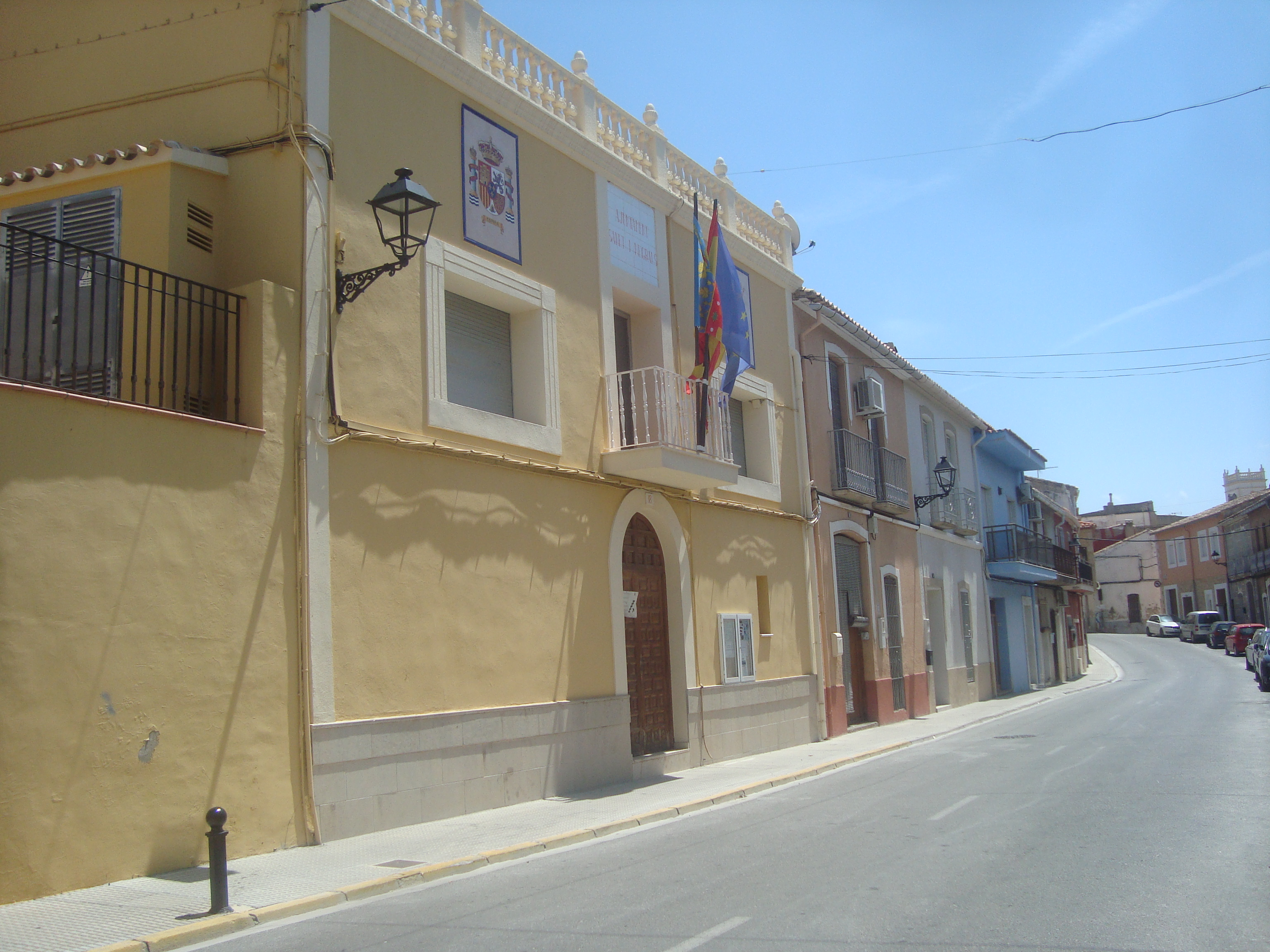
Sanet i Negrals (Alicante)

## Géographie

Localisation de Sanet y Negrals
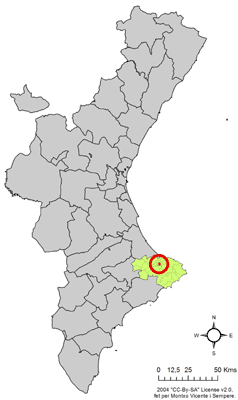
dans la Communauté valencienne.
dans la comarque de la Marina Alta.